# NGC 501
NGC 501 (również PGC 5082) – galaktyka eliptyczna (E0), znajdująca się w gwiazdozbiorze Ryb. Odkrył ją 28 października 1856 roku R.J. Mitchell – asystent Williama Parsonsa.